# Danh sách cầu thủ tham dự Giải vô địch bóng đá châu Âu 2000
Vòng chung kết Giải vô địch bóng đá châu Âu 2000 diễn ra ở Bỉ và Hà Lan từ 10 tháng 6 đến 2 tháng 7 năm 2000. 16 đội tham gia phải đăng ký 22 cầu thủ trước 1 tháng 6 năm 2000. Tuổi của cầu thủ được tính đến ngày giải đấu khai mạc (10 tháng 6 năm 2000).

## Bảng A

### Anh
Huấn luyện viên: Kevin Keegan
| Số | Vt | Cầu thủ                   | Ngày sinh (tuổi)            | Số trận | Câu lạc bộ        |
| -- | -- | ------------------------- | --------------------------- | ------- | ----------------- |
| 1  | TM | David Seaman              | 19 tháng 9, 1963 (36 tuổi)  | 57      | Arsenal           |
| 2  | HV | Gary Neville              | 18 tháng 2, 1975 (25 tuổi)  | 38      | Manchester United |
| 3  | HV | Phil Neville              | 21 tháng 1, 1977 (23 tuổi)  | 25      | Manchester United |
| 4  | HV | Sol Campbell              | 18 tháng 9, 1974 (25 tuổi)  | 32      | Tottenham Hotspur |
| 5  | HV | Tony Adams                | 10 tháng 10, 1966 (33 tuổi) | 62      | Arsenal           |
| 6  | HV | Martin Keown              | 24 tháng 7, 1966 (33 tuổi)  | 30      | Arsenal           |
| 7  | TV | David Beckham             | 2 tháng 5, 1975 (25 tuổi)   | 30      | Manchester United |
| 8  | TV | Paul Scholes              | 16 tháng 11, 1974 (25 tuổi) | 22      | Manchester United |
| 9  | TĐ | Alan Shearer (đội trưởng) | 13 tháng 8, 1970 (29 tuổi)  | 60      | Newcastle United  |
| 10 | TĐ | Michael Owen              | 14 tháng 12, 1979 (20 tuổi) | 19      | Liverpool         |
| 11 | TV | Steve McManaman           | 11 tháng 2, 1972 (28 tuổi)  | 27      | Real Madrid       |
| 12 | HV | Gareth Southgate          | 3 tháng 9, 1970 (29 tuổi)   | 35      | Aston Villa       |
| 13 | TM | Nigel Martyn              | 11 tháng 8, 1966 (33 tuổi)  | 11      | Leeds United      |
| 14 | TV | Paul Ince                 | 21 tháng 10, 1967 (32 tuổi) | 50      | Middlesbrough     |
| 15 | HV | Gareth Barry              | 23 tháng 2, 1981 (19 tuổi)  | 2       | Aston Villa       |
| 16 | TV | Steven Gerrard            | 30 tháng 5, 1980 (20 tuổi)  | 1       | Liverpool         |
| 17 | TV | Dennis Wise               | 15 tháng 12, 1966 (33 tuổi) | 16      | Chelsea           |
| 18 | TV | Nick Barmby               | 11 tháng 2, 1974 (26 tuổi)  | 13      | Everton           |
| 19 | TĐ | Emile Heskey              | 11 tháng 1, 1978 (22 tuổi)  | 7       | Liverpool         |
| 20 | TĐ | Kevin Phillips            | 25 tháng 7, 1973 (26 tuổi)  | 5       | Sunderland        |
| 21 | TĐ | Robbie Fowler             | 9 tháng 4, 1975 (25 tuổi)   | 14      | Liverpool         |
| 22 | TM | Richard Wright            | 5 tháng 11, 1977 (22 tuổi)  | 1       | Ipswich Town      |

### Đức
Huấn luyện viên: Erich Ribbeck
| Số | Vt | Cầu thủ                      | Ngày sinh (tuổi)            | Số trận | Câu lạc bộ       |
| -- | -- | ---------------------------- | --------------------------- | ------- | ---------------- |
| 1  | TM | Oliver Kahn                  | 15 tháng 6, 1969 (30 tuổi)  | 24      | Bayern Munich    |
| 2  | HV | Markus Babbel                | 8 tháng 9, 1972 (27 tuổi)   | 49      | Bayern Munich    |
| 3  | HV | Marko Rehmer                 | 29 tháng 4, 1972 (28 tuổi)  | 11      | Hertha BSC       |
| 4  | HV | Thomas Linke                 | 26 tháng 12, 1969 (30 tuổi) | 15      | Bayern Munich    |
| 5  | TV | Marco Bode                   | 23 tháng 7, 1969 (30 tuổi)  | 20      | Werder Bremen    |
| 6  | HV | Jens Nowotny                 | 11 tháng 1, 1974 (26 tuổi)  | 19      | Bayer Leverkusen |
| 7  | TV | Mehmet Scholl                | 16 tháng 10, 1970 (29 tuổi) | 26      | Bayern Munich    |
| 8  | TV | Thomas Häßler                | 30 tháng 5, 1966 (34 tuổi)  | 99      | 1860 München     |
| 9  | TĐ | Ulf Kirsten                  | 4 tháng 12, 1965 (34 tuổi)  | 49      | Bayer Leverkusen |
| 10 | HV | Lothar Matthäus              | 21 tháng 3, 1961 (39 tuổi)  | 147     | MetroStars       |
| 11 | TĐ | Paulo Rink                   | 12 tháng 2, 1973 (27 tuổi)  | 8       | Bayer Leverkusen |
| 12 | TM | Jens Lehmann                 | 10 tháng 11, 1969 (30 tuổi) | 12      | BoNga Dortmund   |
| 13 | TV | Michael Ballack              | 26 tháng 9, 1976 (23 tuổi)  | 6       | Bayer Leverkusen |
| 14 | TV | Dietmar Hamann               | 27 tháng 8, 1973 (26 tuổi)  | 24      | Liverpool        |
| 15 | TV | Dariusz Wosz                 | 8 tháng 6, 1969 (31 tuổi)   | 15      | Hertha BSC       |
| 16 | TV | Jens Jeremies                | 5 tháng 3, 1974 (26 tuổi)   | 23      | Bayern Munich    |
| 17 | HV | Christian Ziege              | 1 tháng 2, 1972 (28 tuổi)   | 50      | Middlesbrough    |
| 18 | TV | Sebastian Deisler            | 5 tháng 1, 1980 (20 tuổi)   | 2       | Hertha BSC       |
| 19 | TĐ | Carsten Jancker              | 28 tháng 8, 1974 (25 tuổi)  | 7       | Bayern Munich    |
| 20 | TĐ | Oliver Bierhoff (đội trưởng) | 1 tháng 5, 1968 (32 tuổi)   | 49      | Milan            |
| 21 | TV | Carsten Ramelow              | 20 tháng 3, 1974 (26 tuổi)  | 9       | Bayer Leverkusen |
| 22 | TM | Hans-Jörg Butt               | 28 tháng 5, 1974 (26 tuổi)  | 1       | Hamburger SV     |

### Bồ Đào Nha
Huấn luyện viên: Humberto Coelho
| Số | Vt | Cầu thủ                 | Ngày sinh (tuổi)            | Số trận | Câu lạc bộ           |
| -- | -- | ----------------------- | --------------------------- | ------- | -------------------- |
| 1  | TM | Vítor Baía (đội trưởng) | 15 tháng 10, 1969 (30 tuổi) | 69      | Porto                |
| 2  | HV | Jorge Costa             | 4 tháng 10, 1971 (28 tuổi)  | 25      | Porto                |
| 3  | HV | Rui Jorge               | 27 tháng 3, 1973 (27 tuổi)  | 3       | Sporting CP          |
| 4  | TV | José Luís Vidigal       | 15 tháng 3, 1973 (27 tuổi)  | 3       | Sporting CP          |
| 5  | HV | Fernando Couto          | 2 tháng 8, 1969 (30 tuổi)   | 62      | Lazio                |
| 6  | TV | Paulo Sousa             | 30 tháng 8, 1970 (29 tuổi)  | 43      | Parma                |
| 7  | TV | Luís Figo               | 4 tháng 11, 1972 (27 tuổi)  | 59      | Barcelona            |
| 8  | TĐ | João Vieira Pinto       | 19 tháng 8, 1971 (28 tuổi)  | 56      | Unattached           |
| 9  | TĐ | Ricardo Sá Pinto        | 10 tháng 10, 1972 (27 tuổi) | 36      | Real Sociedad        |
| 10 | TV | Rui Costa               | 29 tháng 3, 1972 (28 tuổi)  | 50      | Fiorentina           |
| 11 | TV | Sérgio Conceição        | 15 tháng 11, 1974 (25 tuổi) | 22      | Lazio                |
| 12 | TM | Pedro Espinha           | 25 tháng 9, 1965 (34 tuổi)  | 3       | Vitória de Guimarães |
| 13 | HV | Dimas Teixeira          | 16 tháng 2, 1969 (31 tuổi)  | 33      | Standard Liège       |
| 14 | HV | Abel Xavier             | 30 tháng 11, 1972 (27 tuổi) | 13      | Everton              |
| 15 | TV | Costinha                | 1 tháng 12, 1974 (25 tuổi)  | 3       | Monaco               |
| 16 | HV | Beto                    | 3 tháng 5, 1976 (24 tuổi)   | 4       | Sporting CP          |
| 17 | TV | Paulo Bento             | 26 tháng 6, 1969 (30 tuổi)  | 20      | Real Oviedo          |
| 18 | TĐ | Pauleta                 | 28 tháng 4, 1973 (27 tuổi)  | 13      | Deportivo La Coruña  |
| 19 | TV | Capucho                 | 21 tháng 2, 1972 (28 tuổi)  | 12      | Porto                |
| 20 | HV | Carlos Secretário       | 12 tháng 5, 1970 (30 tuổi)  | 28      | Porto                |
| 21 | TĐ | Nuno Gomes              | 5 tháng 7, 1976 (23 tuổi)   | 10      | Benfica              |
| 22 | TM | Quim                    | 13 tháng 11, 1975 (24 tuổi) | 2       | Braga                |

### România
Huấn luyện viên: Emerich Jenei
| Số | Vt | Cầu thủ                    | Ngày sinh (tuổi)            | Số trận | Câu lạc bộ            |
| -- | -- | -------------------------- | --------------------------- | ------- | --------------------- |
| 1  | TM | Bogdan Lobonț              | 18 tháng 1, 1978 (22 tuổi)  | 10      | Ajax                  |
| 2  | HV | Dan Petrescu               | 22 tháng 12, 1967 (32 tuổi) | 89      | Chelsea               |
| 3  | HV | Liviu Ciobotariu           | 26 tháng 3, 1971 (29 tuổi)  | 22      | Standard Liège        |
| 4  | HV | Iulian Filipescu           | 29 tháng 3, 1974 (26 tuổi)  | 34      | Real Betis            |
| 5  | TV | Constantin Gâlcă           | 8 tháng 3, 1972 (28 tuổi)   | 54      | Espanyol              |
| 6  | HV | Gheorghe Popescu           | 9 tháng 10, 1967 (32 tuổi)  | 98      | Galatasaray           |
| 7  | TĐ | Adrian Mutu                | 8 tháng 1, 1979 (21 tuổi)   | 4       | Internazionale        |
| 8  | TV | Dorinel Munteanu           | 25 tháng 6, 1968 (31 tuổi)  | 86      | VfL Wolfsburg         |
| 9  | TĐ | Viorel Moldovan            | 8 tháng 7, 1972 (27 tuổi)   | 48      | Nantes                |
| 10 | TV | Gheorghe Hagi (đội trưởng) | 5 tháng 2, 1965 (35 tuổi)   | 122     | Galatasaray           |
| 11 | TĐ | Adrian Ilie                | 20 tháng 4, 1974 (26 tuổi)  | 34      | Valencia              |
| 12 | TM | Bogdan Stelea              | 5 tháng 12, 1967 (32 tuổi)  | 65      | Salamanca             |
| 13 | HV | Cristian Chivu             | 26 tháng 10, 1980 (19 tuổi) | 3       | Ajax                  |
| 14 | TV | Florentin Petre            | 15 tháng 1, 1976 (24 tuổi)  | 15      | Dinamo București      |
| 15 | TV | Ioan Lupescu               | 9 tháng 12, 1968 (31 tuổi)  | 68      | Dinamo București      |
| 16 | TV | Laurențiu Roșu             | 26 tháng 10, 1975 (24 tuổi) | 12      | Steaua București      |
| 17 | HV | Miodrag Belodedici         | 20 tháng 5, 1964 (36 tuổi)  | 50      | Steaua București      |
| 18 | TĐ | Ionel Ganea                | 10 tháng 8, 1973 (26 tuổi)  | 12      | VfB Stuttgart         |
| 19 | TV | Eric Lincar                | 18 tháng 2, 1974 (26 tuổi)  | 3       | Steaua București      |
| 20 | TV | Cătălin Hîldan             | 3 tháng 2, 1976 (24 tuổi)   | 5       | Dinamo București      |
| 21 | TM | Florin Prunea              | 8 tháng 8, 1968 (31 tuổi)   | 36      | Universitatea Craiova |
| 22 | HV | Cosmin Contra              | 15 tháng 12, 1975 (24 tuổi) | 12      | Deportivo Alavés      |

## Bảng B

### Bỉ
Huấn luyện viên: Robert Waseige
| Số | Vt | Cầu thủ                       | Ngày sinh (tuổi)            | Số trận | Câu lạc bộ          |
| -- | -- | ----------------------------- | --------------------------- | ------- | ------------------- |
| 1  | TM | Filip De Wilde                | 5 tháng 7, 1964 (35 tuổi)   | 31      | Anderlecht          |
| 2  | HV | Eric Deflandre                | 2 tháng 8, 1973 (26 tuổi)   | 22      | Club Brugge         |
| 3  | HV | Joos Valgaeren                | 3 tháng 3, 1976 (24 tuổi)   | 4       | Roda JC             |
| 4  | HV | Lorenzo Staelens (đội trưởng) | 30 tháng 4, 1964 (36 tuổi)  | 69      | Anderlecht          |
| 5  | TV | Philippe Clement              | 22 tháng 3, 1974 (26 tuổi)  | 11      | Club Brugge         |
| 6  | TV | Yves Vanderhaeghe             | 30 tháng 1, 1970 (30 tuổi)  | 13      | Mouscron            |
| 7  | TV | Marc Wilmots                  | 22 tháng 2, 1969 (31 tuổi)  | 47      | Schalke 04          |
| 8  | TV | Bart Goor                     | 9 tháng 4, 1973 (27 tuổi)   | 17      | Anderlecht          |
| 9  | TĐ | Émile Mpenza                  | 4 tháng 7, 1978 (21 tuổi)   | 23      | Schalke 04          |
| 10 | TĐ | Branko Strupar                | 9 tháng 2, 1970 (30 tuổi)   | 9       | Derby County        |
| 11 | TĐ | Gert Verheyen                 | 20 tháng 9, 1970 (29 tuổi)  | 30      | Club Brugge         |
| 12 | TM | Geert De Vlieger              | 16 tháng 10, 1971 (28 tuổi) | 7       | Willem II           |
| 13 | TM | Frédéric Herpoel              | 16 tháng 8, 1974 (25 tuổi)  | 1       | Gent                |
| 14 | TV | Johan Walem                   | 1 tháng 2, 1972 (28 tuổi)   | 20      | Parma               |
| 15 | HV | Jacky Peeters                 | 13 tháng 12, 1969 (30 tuổi) | 6       | Arminia Bielefeld   |
| 16 | TĐ | Luc Nilis                     | 25 tháng 5, 1967 (33 tuổi)  | 54      | PSV                 |
| 17 | HV | Philippe Léonard              | 12 tháng 2, 1974 (26 tuổi)  | 18      | Monaco              |
| 18 | HV | Nico Van Kerckhoven           | 14 tháng 12, 1970 (29 tuổi) | 24      | Schalke 04          |
| 19 | HV | Eric Van Meir                 | 28 tháng 2, 1968 (32 tuổi)  | 17      | Lierse              |
| 20 | TĐ | Gilles De Bilde               | 9 tháng 6, 1971 (29 tuổi)   | 22      | Sheffield Wednesday |
| 21 | TĐ | Mbo Mpenza                    | 4 tháng 12, 1976 (23 tuổi)  | 18      | Sporting CP         |
| 22 | HV | Marc Hendrikx                 | 2 tháng 7, 1974 (25 tuổi)   | 8       | Racing Genk         |

### Ý
Huấn luyện viên: Dino Zoff
Ý named an initial 26-man squad for the tournament on 18 tháng 5 năm 2000. Midfielders Dino Baggio và Diego Fuser, and defender Giuseppe Pancaro did not make the cut for the final 22, while forward Christian Vieri was ruled out through injury. Goalkeeper Gianluigi Buffon was originally named in the final 22, but suffered a broken hand in a warm-up friendly against Na Uy on 3 tháng 6 năm 2000; he was replaced in the squad by Milan's Christian Abbiati.
| Số | Vt | Cầu thủ                    | Ngày sinh (tuổi)           | Số trận | Câu lạc bộ     |
| -- | -- | -------------------------- | -------------------------- | ------- | -------------- |
| 1  | TM | Christian Abbiati          | 8 tháng 7, 1977 (22 tuổi)  | 0       | Milan          |
| 2  | HV | Ciro Ferrara               | 11 tháng 2, 1967 (33 tuổi) | 48      | Juventus       |
| 3  | HV | Paolo Maldini (đội trưởng) | 26 tháng 6, 1968 (31 tuổi) | 105     | Milan          |
| 4  | TV | Demetrio Albertini         | 23 tháng 8, 1971 (28 tuổi) | 67      | Milan          |
| 5  | HV | Fabio Cannavaro            | 13 tháng 9, 1973 (26 tuổi) | 35      | Parma          |
| 6  | HV | Paolo Negro                | 16 tháng 4, 1972 (28 tuổi) | 7       | Lazio          |
| 7  | TV | Angelo Di Livio            | 26 tháng 7, 1966 (33 tuổi) | 27      | Fiorentina     |
| 8  | TV | Antonio Conte              | 31 tháng 7, 1969 (30 tuổi) | 17      | Juventus       |
| 9  | TĐ | Filippo Inzaghi            | 9 tháng 8, 1973 (26 tuổi)  | 21      | Juventus       |
| 10 | TĐ | Alessandro Del Piero       | 9 tháng 11, 1974 (25 tuổi) | 30      | Juventus       |
| 11 | HV | Gianluca Pessotto          | 11 tháng 8, 1970 (29 tuổi) | 15      | Juventus       |
| 12 | TM | Phápsco Toldo              | 2 tháng 12, 1971 (28 tuổi) | 8       | Fiorentina     |
| 13 | HV | Alessandro Nesta           | 19 tháng 3, 1976 (24 tuổi) | 25      | Lazio          |
| 14 | TV | Luigi Di Biagio            | 3 tháng 6, 1971 (29 tuổi)  | 15      | Internazionale |
| 15 | HV | Mark Iuliano               | 12 tháng 8, 1973 (26 tuổi) | 5       | Juventus       |
| 16 | TV | Massimo Ambrosini          | 29 tháng 5, 1977 (23 tuổi) | 5       | Milan          |
| 17 | TV | Gianluca Zambrotta         | 19 tháng 2, 1977 (23 tuổi) | 6       | Juventus       |
| 18 | TV | Stefano Fiore              | 17 tháng 4, 1975 (25 tuổi) | 4       | Udinese        |
| 19 | TĐ | Vincenzo Montella          | 18 tháng 6, 1974 (25 tuổi) | 4       | Roma           |
| 20 | TĐ | Phápsco Totti              | 27 tháng 9, 1976 (23 tuổi) | 13      | Roma           |
| 21 | TĐ | Marco Delvecchio           | 7 tháng 4, 1973 (27 tuổi)  | 4       | Roma           |
| 22 | TM | Phápsco Antonioli          | 14 tháng 9, 1969 (30 tuổi) | 0       | Roma           |

### Thụy Điển
Huấn luyện viên: Lars Lagerbäck & Tommy Söderberg
| Số | Vt | Cầu thủ                       | Ngày sinh (tuổi)            | Số trận | Câu lạc bộ           |
| -- | -- | ----------------------------- | --------------------------- | ------- | -------------------- |
| 1  | TM | Magnus Hedman                 | 19 tháng 3, 1973 (27 tuổi)  | 23      | Coventry City        |
| 2  | HV | Roland Nilsson                | 27 tháng 11, 1963 (36 tuổi) | 112     | Helsingborg          |
| 3  | HV | Patrik Andersson (đội trưởng) | 18 tháng 8, 1971 (28 tuổi)  | 77      | Bayern Munich        |
| 4  | HV | Joachim Björklund             | 15 tháng 3, 1971 (29 tuổi)  | 73      | Valencia             |
| 5  | HV | Teddy Lučić                   | 15 tháng 4, 1973 (27 tuổi)  | 30      | AIK                  |
| 6  | HV | Gary Sundgren                 | 25 tháng 10, 1967 (32 tuổi) | 28      | Real Zaragoza        |
| 7  | TV | Håkan Mild                    | 14 tháng 6, 1971 (28 tuổi)  | 56      | IFK Göteborg         |
| 8  | HV | Tomas Gustafsson              | 7 tháng 5, 1973 (27 tuổi)   | 2       | Coventry City        |
| 9  | TV | Fredrik Ljungberg             | 16 tháng 4, 1977 (23 tuổi)  | 15      | Arsenal              |
| 10 | TĐ | Jörgen Pettersson             | 29 tháng 5, 1975 (25 tuổi)  | 24      | 1. FC Kaiserslautern |
| 11 | TV | Niclas Alexandersson          | 29 tháng 12, 1971 (28 tuổi) | 42      | Sheffield Wednesday  |
| 12 | TM | Magnus Kihlstedt              | 29 tháng 2, 1972 (28 tuổi)  | 6       | Brann                |
| 13 | TV | Magnus Svensson               | 10 tháng 3, 1969 (31 tuổi)  | 12      | Brøndby              |
| 14 | HV | Olof Mellberg                 | 3 tháng 9, 1977 (22 tuổi)   | 4       | Racing Santander     |
| 15 | TV | Daniel Andersson              | 28 tháng 8, 1977 (22 tuổi)  | 20      | Bari                 |
| 16 | TV | Anders Andersson              | 15 tháng 3, 1974 (26 tuổi)  | 13      | Aalborg BK           |
| 17 | TV | Johan Mjällby                 | 9 tháng 2, 1971 (29 tuổi)   | 19      | Celtic               |
| 18 | TĐ | Yksel Osmanovski              | 24 tháng 2, 1977 (23 tuổi)  | 5       | Bari                 |
| 19 | TĐ | Kennet Andersson              | 6 tháng 10, 1967 (32 tuổi)  | 76      | Bologna              |
| 20 | TĐ | Henrik Larsson                | 20 tháng 9, 1971 (28 tuổi)  | 48      | Celtic               |
| 21 | TĐ | Marcus Allbäck                | 5 tháng 7, 1973 (26 tuổi)   | 4       | Örgryte              |
| 22 | TM | Mattias Asper                 | 20 tháng 3, 1974 (26 tuổi)  | 2       | AIK                  |

### Thổ Nhĩ Kỳ
Huấn luyện viên: Mustafa Denizli
| Số | Vt | Cầu thủ                        | Ngày sinh (tuổi)            | Số trận | Câu lạc bộ     |
| -- | -- | ------------------------------ | --------------------------- | ------- | -------------- |
| 1  | TM | Rüştü Reçber                   | 10 tháng 5, 1973 (27 tuổi)  | 42      | Fenerbahçe     |
| 2  | TV | Tayfur Havutçu                 | 23 tháng 4, 1970 (30 tuổi)  | 22      | Beşiktaş       |
| 3  | HV | Ogün Temizkanoğlu (đội trưởng) | 6 tháng 10, 1969 (30 tuổi)  | 60      | Fenerbahçe     |
| 4  | HV | Fatih Akyel                    | 26 tháng 12, 1977 (22 tuổi) | 14      | Galatasaray    |
| 5  | HV | Alpay Özalan                   | 29 tháng 5, 1973 (27 tuổi)  | 45      | Fenerbahçe     |
| 6  | TĐ | Arif Erdem                     | 2 tháng 1, 1972 (28 tuổi)   | 33      | Galatasaray    |
| 7  | TV | Okan Buruk                     | 19 tháng 10, 1973 (26 tuổi) | 10      | Galatasaray    |
| 8  | TV | Tugay Kerimoğlu                | 24 tháng 8, 1970 (29 tuổi)  | 56      | Rangers        |
| 9  | TĐ | Hakan Şükür                    | 1 tháng 9, 1971 (28 tuổi)   | 53      | Galatasaray    |
| 10 | TV | Sergen Yalçın                  | 5 tháng 10, 1972 (27 tuổi)  | 29      | Galatasaray    |
| 11 | TV | Tayfun Korkut                  | 2 tháng 4, 1974 (26 tuổi)   | 23      | Fenerbahçe     |
| 12 | TM | Ömer Çatkıç                    | 15 tháng 1, 1974 (26 tuổi)  | 0       | Gaziantepspor  |
| 13 | HV | Osman Özköylü                  | 26 tháng 8, 1971 (28 tuổi)  | 11      | Trabzonspor    |
| 14 | TV | Suat Kaya                      | 26 tháng 8, 1967 (32 tuổi)  | 7       | Galatasaray    |
| 15 | TV | Muzzy Izzet                    | 31 tháng 10, 1974 (25 tuổi) | 0       | Leicester City |
| 16 | HV | Ergün Penbe                    | 17 tháng 5, 1972 (28 tuổi)  | 4       | Galatasaray    |
| 17 | TĐ | Oktay Derelioğlu               | 17 tháng 12, 1975 (24 tuổi) | 13      | Gaziantepspor  |
| 18 | TV | Ayhan Akman                    | 23 tháng 2, 1977 (23 tuổi)  | 6       | Beşiktaş       |
| 19 | TV | Abdullah Ercan                 | 8 tháng 12, 1971 (28 tuổi)  | 52      | Fenerbahçe     |
| 20 | HV | Hakan Ünsal                    | 14 tháng 5, 1973 (27 tuổi)  | 13      | Galatasaray    |
| 21 | TM | Fevzi Tuncay                   | 14 tháng 7, 1977 (22 tuổi)  | 1       | Beşiktaş       |
| 22 | HV | Ümit Davala                    | 30 tháng 7, 1973 (26 tuổi)  | 7       | Galatasaray    |

## Bảng C

### Nam Tư
Huấn luyện viên: Vujadin Boškov
| Số | Vt | Cầu thủ                       | Ngày sinh (tuổi)            | Số trận | Câu lạc bộ           |
| -- | -- | ----------------------------- | --------------------------- | ------- | -------------------- |
| 1  | TM | Milorad Korać                 | 10 tháng 3, 1969 (31 tuổi)  | 0       | Obilić               |
| 2  | HV | Ivan Dudić                    | 13 tháng 2, 1977 (23 tuổi)  | 3       | Red Star Belgrade    |
| 3  | HV | Goran Đorović                 | 11 tháng 11, 1971 (28 tuổi) | 42      | Celto Vigo           |
| 4  | TV | Slaviša Jokanović             | 16 tháng 8, 1968 (31 tuổi)  | 52      | Deportivo La Coruña  |
| 5  | HV | Miroslav Đukić                | 19 tháng 2, 1966 (34 tuổi)  | 37      | Valencia             |
| 6  | TV | Dejan Stanković               | 11 tháng 9, 1978 (21 tuổi)  | 20      | Lazio                |
| 7  | TV | Vladimir Jugović              | 30 tháng 8, 1969 (30 tuổi)  | 34      | Internazionale       |
| 8  | TĐ | Predrag Mijatović             | 19 tháng 1, 1969 (31 tuổi)  | 49      | Fiorentina           |
| 9  | TĐ | Savo Milošević                | 2 tháng 9, 1973 (26 tuổi)   | 44      | Real Zaragoza        |
| 10 | TV | Dragan Stojković (đội trưởng) | 3 tháng 3, 1965 (35 tuổi)   | 78      | Nagoya Grampus Eight |
| 11 | HV | Siniša Mihajlović             | 20 tháng 2, 1969 (31 tuổi)  | 44      | Lazio                |
| 12 | TM | Željko Cicović                | 2 tháng 9, 1970 (29 tuổi)   | 3       | Las Palmas           |
| 13 | HV | Slobodan Komljenović          | 2 tháng 1, 1971 (29 tuổi)   | 18      | 1. FC Kaiserslautern |
| 14 | HV | Niša Saveljić                 | 27 tháng 3, 1970 (30 tuổi)  | 28      | Bordeaux             |
| 15 | HV | Goran Bunjevčević             | 17 tháng 2, 1973 (27 tuổi)  | 5       | Red Star Belgrade    |
| 16 | TV | Dejan Govedarica              | 2 tháng 10, 1969 (30 tuổi)  | 26      | RKC Waalwijk         |
| 17 | TĐ | Ljubinko Drulović             | 11 tháng 9, 1968 (31 tuổi)  | 27      | Porto                |
| 18 | TĐ | Darko Kovačević               | 18 tháng 11, 1973 (26 tuổi) | 35      | Juventus             |
| 19 | TV | Jovan Stanković               | 4 tháng 3, 1971 (29 tuổi)   | 7       | Mallorca             |
| 20 | TĐ | Mateja Kežman                 | 12 tháng 4, 1979 (21 tuổi)  | 3       | Partizan             |
| 21 | TV | Albert Nađ                    | 29 tháng 10, 1974 (25 tuổi) | 33      | Real Oviedo          |
| 22 | TM | Ivica Kralj                   | 26 tháng 3, 1973 (27 tuổi)  | 33      | PSV                  |

### Na Uy
Huấn luyện viên: Nils Johan Semb
| Số | Vt | Cầu thủ                   | Ngày sinh (tuổi)            | Số trận | Câu lạc bộ        |
| -- | -- | ------------------------- | --------------------------- | ------- | ----------------- |
| 1  | TM | Thomas Myhre              | 16 tháng 10, 1973 (26 tuổi) | 10      | Everton           |
| 2  | HV | André Bergdølmo           | 13 tháng 10, 1971 (28 tuổi) | 24      | Rosenborg         |
| 3  | HV | Bjørn Otto Bragstad       | 5 tháng 1, 1971 (29 tuổi)   | 11      | Rosenborg         |
| 4  | HV | Henning Berg (đội trưởng) | 1 tháng 9, 1969 (30 tuổi)   | 70      | Manchester United |
| 5  | HV | Trond Andersen            | 6 tháng 1, 1975 (25 tuổi)   | 8       | Wimbledon         |
| 6  | TV | Roar Strand               | 2 tháng 2, 1970 (30 tuổi)   | 23      | Rosenborg         |
| 7  | TV | Erik Mykland              | 21 tháng 7, 1971 (28 tuổi)  | 72      | Panathinaikos     |
| 8  | TV | Ståle Solbakken           | 27 tháng 2, 1968 (32 tuổi)  | 57      | Aalborg BK        |
| 9  | TĐ | Tore André Flo            | 15 tháng 6, 1973 (26 tuổi)  | 48      | Chelsea           |
| 10 | TV | Kjetil Rekdal             | 6 tháng 11, 1968 (31 tuổi)  | 83      | Vålerenga         |
| 11 | TV | Bent Skammelsrud          | 18 tháng 5, 1966 (34 tuổi)  | 35      | Rosenborg         |
| 12 | TM | Frode Olsen               | 12 tháng 10, 1967 (32 tuổi) | 14      | Sevilla           |
| 13 | TM | Morten Bakke              | 16 tháng 12, 1968 (31 tuổi) | 1       | Molde             |
| 14 | HV | Vegard Heggem             | 13 tháng 7, 1975 (24 tuổi)  | 18      | Liverpool         |
| 15 | TV | John Arne Riise           | 24 tháng 9, 1980 (19 tuổi)  | 5       | Monaco            |
| 16 | HV | Dan Eggen                 | 13 tháng 1, 1970 (30 tuổi)  | 17      | Deportivo Alavés  |
| 17 | TĐ | John Carew                | 5 tháng 9, 1979 (20 tuổi)   | 12      | Rosenborg         |
| 18 | TĐ | Steffen Iversen           | 10 tháng 11, 1976 (23 tuổi) | 15      | Tottenham Hotspur |
| 19 | TV | Eirik Bakke               | 13 tháng 9, 1977 (22 tuổi)  | 5       | Leeds United      |
| 20 | TĐ | Ole Gunnar Solskjær       | 26 tháng 2, 1973 (27 tuổi)  | 30      | Manchester United |
| 21 | TV | Vidar Riseth              | 21 tháng 4, 1972 (28 tuổi)  | 25      | Celtic            |
| 22 | HV | Stig Inge Bjørnebye       | 11 tháng 12, 1969 (30 tuổi) | 71      | Liverpool         |

### Slovenia
Huấn luyện viên: Srečko Katanec
| Số | Vt | Cầu thủ                    | Ngày sinh (tuổi)            | Số trận | Câu lạc bộ        |
| -- | -- | -------------------------- | --------------------------- | ------- | ----------------- |
| 1  | TM | Marko Simeunovič           | 6 tháng 12, 1967 (32 tuổi)  | 26      | Maribor           |
| 2  | HV | Spasoje Bulajič            | 24 tháng 11, 1975 (24 tuổi) | 8       | 1. FC Köln        |
| 3  | HV | Željko Milinovič           | 22 tháng 4, 1976 (24 tuổi)  | 16      | LASK Linz         |
| 4  | HV | Darko Milanič (đội trưởng) | 18 tháng 12, 1967 (32 tuổi) | 40      | Sturm Graz        |
| 5  | HV | Marinko Galič              | 22 tháng 4, 1970 (30 tuổi)  | 50      | Maribor           |
| 6  | HV | Aleksander Knavs           | 5 tháng 12, 1975 (24 tuổi)  | 21      | Tirol Innsbruck   |
| 7  | TV | Džoni Novak                | 4 tháng 9, 1969 (30 tuổi)   | 47      | Sedan             |
| 8  | TV | Aleš Čeh                   | 7 tháng 4, 1968 (32 tuổi)   | 51      | Grazer AK         |
| 9  | TĐ | Sašo Udovič                | 13 tháng 12, 1968 (31 tuổi) | 37      | LASK Linz         |
| 10 | TV | Zlatko Zahovič             | 1 tháng 2, 1971 (29 tuổi)   | 46      | Olympiacos        |
| 11 | TV | Miran Pavlin               | 8 tháng 10, 1971 (28 tuổi)  | 24      | Karlsruher SC     |
| 12 | TM | Mladen Dabanovič           | 13 tháng 9, 1971 (28 tuổi)  | 12      | Lokeren           |
| 13 | TV | Mladen Rudonja             | 26 tháng 7, 1971 (28 tuổi)  | 37      | St. Truiden       |
| 14 | HV | Saša Gajser                | 11 tháng 2, 1974 (26 tuổi)  | 5       | Gent              |
| 15 | TV | Rudi Istenič               | 10 tháng 1, 1971 (29 tuổi)  | 17      | Uerdingen 05      |
| 16 | HV | Anton Žlogar               | 24 tháng 1, 1977 (23 tuổi)  | 1       | Gorica            |
| 17 | TĐ | Ermin Šiljak               | 11 tháng 5, 1973 (27 tuổi)  | 19      | Servette          |
| 18 | TĐ | Milenko Ačimovič           | 15 tháng 2, 1977 (23 tuổi)  | 20      | Red Star Belgrade |
| 19 | HV | Amir Karič                 | 31 tháng 12, 1977 (22 tuổi) | 24      | Maribor           |
| 20 | TĐ | Milan Osterc               | 4 tháng 7, 1975 (24 tuổi)   | 20      | Olimpija          |
| 21 | TV | Zoran Pavlovič             | 27 tháng 6, 1976 (23 tuổi)  | 4       | Dinamo Zagreb     |
| 22 | TM | Dejan Nemec                | 1 tháng 3, 1977 (23 tuổi)   | 0       | Mura              |

### Tây Ban Nha
Huấn luyện viên: José Antonio Camacho
| Số | Vt | Cầu thủ                      | Ngày sinh (tuổi)            | Số trận | Câu lạc bộ          |
| -- | -- | ---------------------------- | --------------------------- | ------- | ------------------- |
| 1  | TM | Santiago Cañizares           | 18 tháng 12, 1969 (30 tuổi) | 24      | Valencia            |
| 2  | HV | Míchel Salgado               | 22 tháng 10, 1975 (24 tuổi) | 13      | Real Madrid         |
| 3  | HV | Agustín Aranzábal            | 15 tháng 3, 1973 (27 tuổi)  | 18      | Real Sociedad       |
| 4  | TV | Pep Guardiola                | 18 tháng 1, 1971 (29 tuổi)  | 35      | Barcelona           |
| 5  | HV | Abelardo                     | 19 tháng 4, 1970 (30 tuổi)  | 43      | Barcelona           |
| 6  | HV | Fernando Hierro (đội trưởng) | 23 tháng 3, 1968 (32 tuổi)  | 71      | Real Madrid         |
| 7  | TV | Iván Helguera                | 28 tháng 3, 1975 (25 tuổi)  | 6       | Real Madrid         |
| 8  | TV | Fran                         | 14 tháng 7, 1969 (30 tuổi)  | 10      | Deportivo La Coruña |
| 9  | TĐ | Pedro Munitis                | 19 tháng 6, 1975 (24 tuổi)  | 10      | Racing Santander    |
| 10 | TĐ | Raúl                         | 27 tháng 6, 1977 (22 tuổi)  | 31      | Real Madrid         |
| 11 | TĐ | Alfonso                      | 26 tháng 9, 1972 (27 tuổi)  | 32      | Real Betis          |
| 12 | HV | Sergi                        | 28 tháng 12, 1971 (28 tuổi) | 44      | Barcelona           |
| 13 | TM | Iker Casillas                | 20 tháng 5, 1981 (19 tuổi)  | 1       | Real Madrid         |
| 14 | TV | Gerard                       | 12 tháng 3, 1979 (21 tuổi)  | 0       | Valencia            |
| 15 | TV | Vicente Engonga              | 20 tháng 10, 1965 (34 tuổi) | 13      | Mallorca            |
| 16 | TV | Gaizka Mendieta              | 27 tháng 3, 1974 (26 tuổi)  | 13      | Valencia            |
| 17 | TĐ | Joseba Etxeberria            | 5 tháng 9, 1977 (22 tuổi)   | 26      | Athletic Bilbao     |
| 18 | HV | Paco                         | 18 tháng 4, 1970 (30 tuổi)  | 12      | Real Zaragoza       |
| 19 | HV | Juan Velasco                 | 17 tháng 5, 1977 (23 tuổi)  | 3       | Celta Vigo          |
| 20 | TĐ | Ismael Urzaiz                | 7 tháng 10, 1971 (28 tuổi)  | 16      | Athletic Bilbao     |
| 21 | TV | Juan Carlos Valerón          | 17 tháng 6, 1975 (24 tuổi)  | 9       | Atlético Madrid     |
| 22 | TM | José Molina                  | 8 tháng 8, 1970 (29 tuổi)   | 8       | Atlético Madrid     |

## Bảng D

### Cộng hòa Séc
Huấn luyện viên: Jozef Chovanec
| Số | Vt | Cầu thủ                 | Ngày sinh (tuổi)            | Số trận | Câu lạc bộ          |
| -- | -- | ----------------------- | --------------------------- | ------- | ------------------- |
| 1  | TM | Pavel Srníček           | 10 tháng 3, 1968 (32 tuổi)  | 32      | Sheffield Wednesday |
| 2  | HV | Tomáš Řepka             | 2 tháng 1, 1974 (26 tuổi)   | 37      | Fiorentina          |
| 3  | TV | Radoslav Látal          | 6 tháng 1, 1970 (30 tuổi)   | 55      | Schalke 04          |
| 4  | TV | Pavel Nedvěd            | 30 tháng 8, 1972 (27 tuổi)  | 44      | Lazio               |
| 5  | HV | Milan Fukal             | 16 tháng 5, 1975 (25 tuổi)  | 4       | Sparta Prague       |
| 6  | TV | Petr Vlček              | 18 tháng 10, 1973 (26 tuổi) | 15      | Slavia Prague       |
| 7  | TV | Jiří Němec (đội trưởng) | 15 tháng 5, 1966 (34 tuổi)  | 80      | Schalke 04          |
| 8  | TV | Karel Poborský          | 30 tháng 3, 1972 (28 tuổi)  | 56      | Benfica             |
| 9  | TĐ | Pavel Kuka              | 19 tháng 7, 1968 (31 tuổi)  | 77      | VfB Stuttgart       |
| 10 | TĐ | Jan Koller              | 30 tháng 3, 1973 (27 tuổi)  | 15      | Anderlecht          |
| 11 | TV | Tomáš Rosický           | 4 tháng 10, 1980 (19 tuổi)  | 2       | Sparta Prague       |
| 12 | TĐ | Vratislav Lokvenc       | 27 tháng 9, 1973 (26 tuổi)  | 30      | Sparta Prague       |
| 13 | TV | Radek Bejbl             | 29 tháng 8, 1972 (27 tuổi)  | 48      | Atlético Madrid     |
| 14 | TV | Pavel Horváth           | 22 tháng 4, 1975 (25 tuổi)  | 8       | Slavia Prague       |
| 15 | TV | Marek Jankulovski       | 9 tháng 5, 1977 (23 tuổi)   | 1       | Baník Ostrava       |
| 16 | TM | Ladislav Maier          | 4 tháng 1, 1966 (34 tuổi)   | 6       | Rapid Wien          |
| 17 | TĐ | Vladimír Šmicer         | 24 tháng 5, 1973 (27 tuổi)  | 42      | Liverpool           |
| 18 | HV | Jiří Novotný            | 7 tháng 4, 1970 (30 tuổi)   | 24      | Sparta Prague       |
| 19 | HV | Karel Rada              | 2 tháng 3, 1971 (29 tuổi)   | 43      | Slavia Prague       |
| 20 | TV | Patrik Berger           | 10 tháng 11, 1973 (26 tuổi) | 39      | Liverpool           |
| 21 | HV | Petr Gabriel            | 17 tháng 5, 1973 (27 tuổi)  | 8       | Sparta Prague       |
| 22 | TM | Jaromír Blažek          | 29 tháng 12, 1972 (27 tuổi) | 0       | Sparta Prague       |

### Đan Mạch
Huấn luyện viên:  Bo Johansson
| Số | Vt | Cầu thủ                       | Ngày sinh (tuổi)            | Số trận | Câu lạc bộ           |
| -- | -- | ----------------------------- | --------------------------- | ------- | -------------------- |
| 1  | TM | Peter Schmeichel (đội trưởng) | 18 tháng 11, 1963 (36 tuổi) | 122     | Sporting CP          |
| 2  | HV | Michael Schjønberg            | 19 tháng 1, 1967 (33 tuổi)  | 42      | 1. FC Kaiserslautern |
| 3  | HV | René Henriksen                | 27 tháng 8, 1969 (30 tuổi)  | 18      | Panathinaikos        |
| 4  | HV | Jes Høgh                      | 7 tháng 5, 1966 (34 tuổi)   | 57      | Chelsea              |
| 5  | HV | Jan Heintze                   | 17 tháng 8, 1963 (36 tuổi)  | 63      | PSV                  |
| 6  | HV | Thomas Helveg                 | 24 tháng 6, 1971 (28 tuổi)  | 50      | Milan                |
| 7  | TV | Allan Nielsen                 | 13 tháng 3, 1971 (29 tuổi)  | 34      | Tottenham Hotspur    |
| 8  | TV | Jesper Grønkjær               | 12 tháng 8, 1977 (22 tuổi)  | 10      | Ajax                 |
| 9  | TĐ | Jon Dahl Tomasson             | 29 tháng 8, 1976 (23 tuổi)  | 19      | Feyenoord            |
| 10 | TV | Martin Jørgensen              | 6 tháng 10, 1975 (24 tuổi)  | 24      | Udinese              |
| 11 | TĐ | Ebbe Sand                     | 19 tháng 7, 1972 (27 tuổi)  | 25      | Schalke 04           |
| 12 | HV | Søren Colding                 | 2 tháng 9, 1972 (27 tuổi)   | 24      | Brøndby              |
| 13 | HV | Martin Laursen                | 26 tháng 7, 1977 (22 tuổi)  | 3       | Verona               |
| 14 | TV | Brian Steen Nielsen           | 28 tháng 12, 1968 (31 tuổi) | 50      | AB                   |
| 15 | TV | Stig Tøfting                  | 14 tháng 8, 1969 (30 tuổi)  | 20      | MSV Duisburg         |
| 16 | TM | Thomas Sørensen               | 12 tháng 6, 1976 (23 tuổi)  | 1       | Sunderland           |
| 17 | TV | Bjarne Goldbæk                | 6 tháng 10, 1968 (31 tuổi)  | 23      | Fulham               |
| 18 | TĐ | Miklos Molnar                 | 10 tháng 4, 1970 (30 tuổi)  | 17      | Kansas City Wizards  |
| 19 | TV | Morten Bisgaard               | 25 tháng 6, 1974 (25 tuổi)  | 4       | Udinese              |
| 20 | TV | Thomas Gravesen               | 11 tháng 3, 1976 (24 tuổi)  | 7       | Hamburger SV         |
| 21 | TĐ | Mikkel Beck                   | 12 tháng 5, 1973 (27 tuổi)  | 18      | Aalborg BK           |
| 22 | TM | Peter Kjær                    | 5 tháng 11, 1965 (34 tuổi)  | 0       | Silkeborg            |

### Pháp
Huấn luyện viên: Roger Lemerre
| Số | Vt | Cầu thủ                       | Ngày sinh (tuổi)            | Số trận | Câu lạc bộ           |
| -- | -- | ----------------------------- | --------------------------- | ------- | -------------------- |
| 1  | TM | Bernard Lama                  | 7 tháng 4, 1963 (37 tuổi)   | 42      | Paris Saint-Germain  |
| 2  | HV | Vincent Candela               | 24 tháng 10, 1973 (26 tuổi) | 21      | Roma                 |
| 3  | HV | Bixente Lizarazu              | 9 tháng 12, 1969 (30 tuổi)  | 55      | Bayern Munich        |
| 4  | TV | Patrick Vieira                | 23 tháng 6, 1976 (23 tuổi)  | 25      | Arsenal              |
| 5  | HV | Laurent Blanc                 | 19 tháng 11, 1965 (34 tuổi) | 91      | Internazionale       |
| 6  | TV | Youri Djorkaeff               | 9 tháng 3, 1968 (32 tuổi)   | 63      | 1. FC Kaiserslautern |
| 7  | TV | Didier Deschamps (đội trưởng) | 15 tháng 10, 1968 (31 tuổi) | 96      | Chelsea              |
| 8  | HV | Marcel Desailly               | 7 tháng 9, 1968 (31 tuổi)   | 67      | Chelsea              |
| 9  | TĐ | Nicolas Anelka                | 14 tháng 3, 1979 (21 tuổi)  | 12      | Real Madrid          |
| 10 | TV | Zinedine Zidane               | 23 tháng 6, 1972 (27 tuổi)  | 55      | Juventus             |
| 11 | TV | Robert Pirès                  | 29 tháng 10, 1973 (26 tuổi) | 35      | Marseille            |
| 12 | TĐ | Thierry Henry                 | 17 tháng 8, 1977 (22 tuổi)  | 17      | Arsenal              |
| 13 | TĐ | Sylvain Wiltord               | 10 tháng 5, 1974 (26 tuổi)  | 14      | Bordeaux             |
| 14 | TV | Johan Micoud                  | 24 tháng 7, 1973 (26 tuổi)  | 6       | Bordeaux             |
| 15 | HV | Lilian Thuram                 | 1 tháng 1, 1972 (28 tuổi)   | 58      | Parma                |
| 16 | TM | Fabien Barthez                | 28 tháng 6, 1971 (28 tuổi)  | 34      | Manchester United    |
| 17 | TV | Emmanuel Petit                | 22 tháng 9, 1970 (29 tuổi)  | 39      | Arsenal              |
| 18 | HV | Frank Lebœuf                  | 22 tháng 1, 1968 (32 tuổi)  | 29      | Chelsea              |
| 19 | TV | Christian Karembeu            | 3 tháng 12, 1970 (29 tuổi)  | 43      | Real Madrid          |
| 20 | TĐ | David Trezeguet               | 15 tháng 10, 1977 (22 tuổi) | 18      | Monaco               |
| 21 | TĐ | Christophe Dugarry            | 24 tháng 3, 1972 (28 tuổi)  | 39      | Bordeaux             |
| 22 | TM | Ulrich Ramé                   | 19 tháng 9, 1972 (27 tuổi)  | 2       | Bordeaux             |

### Hà Lan
Huấn luyện viên: Frank Rijkaard
| Số | Vt | Cầu thủ                    | Ngày sinh (tuổi)            | Số trận | Câu lạc bộ          |
| -- | -- | -------------------------- | --------------------------- | ------- | ------------------- |
| 1  | TM | Edwin van der Sar          | 29 tháng 10, 1970 (29 tuổi) | 48      | Juventus            |
| 2  | HV | Michael Reiziger           | 3 tháng 5, 1973 (27 tuổi)   | 41      | Barcelona           |
| 3  | HV | Jaap Stam                  | 17 tháng 7, 1972 (27 tuổi)  | 33      | Manchester United   |
| 4  | HV | Frank de Boer (đội trưởng) | 15 tháng 5, 1970 (30 tuổi)  | 77      | Barcelona           |
| 5  | TV | Boudewijn Zenden           | 15 tháng 8, 1976 (23 tuổi)  | 22      | Barcelona           |
| 6  | TV | Clarence Seedorf           | 1 tháng 4, 1976 (24 tuổi)   | 49      | Internazionale      |
| 7  | TV | Phillip Cocu               | 29 tháng 10, 1970 (29 tuổi) | 42      | Barcelona           |
| 8  | TV | Edgar Davids               | 13 tháng 3, 1973 (27 tuổi)  | 30      | Juventus            |
| 9  | TĐ | Patrick Kluivert           | 1 tháng 7, 1976 (23 tuổi)   | 42      | Barcelona           |
| 10 | TĐ | Dennis Bergkamp            | 10 tháng 5, 1969 (31 tuổi)  | 75      | Arsenal             |
| 11 | TV | Marc Overmars              | 29 tháng 3, 1973 (27 tuổi)  | 56      | Arsenal             |
| 12 | HV | Giovanni van Bronckhorst   | 5 tháng 2, 1975 (25 tuổi)   | 17      | Rangers             |
| 13 | HV | Bert Konterman             | 14 tháng 1, 1971 (29 tuổi)  | 10      | Feyenoord           |
| 14 | TĐ | Peter van Vossen           | 21 tháng 4, 1968 (32 tuổi)  | 29      | Feyenoord           |
| 15 | TV | Paul Bosvelt               | 26 tháng 3, 1970 (30 tuổi)  | 3       | Feyenoord           |
| 16 | TV | Ronald de Boer             | 15 tháng 5, 1970 (30 tuổi)  | 59      | Barcelona           |
| 17 | TĐ | Pierre van Hooijdonk       | 29 tháng 11, 1969 (30 tuổi) | 20      | Vitesse             |
| 18 | TM | Ed de Goey                 | 20 tháng 12, 1966 (33 tuổi) | 31      | Chelsea             |
| 19 | HV | Arthur Numan               | 14 tháng 12, 1969 (30 tuổi) | 38      | Rangers             |
| 20 | TV | Aron Winter                | 1 tháng 3, 1967 (33 tuổi)   | 81      | Ajax                |
| 21 | TĐ | Roy Makaay                 | 9 tháng 3, 1975 (25 tuổi)   | 2       | Deportivo La Coruña |
| 22 | TM | Sander Westerveld          | 23 tháng 10, 1974 (25 tuổi) | 2       | Liverpool           |